# Feuillet (organe)
Pour les articles homonymes, voir Feuillet.

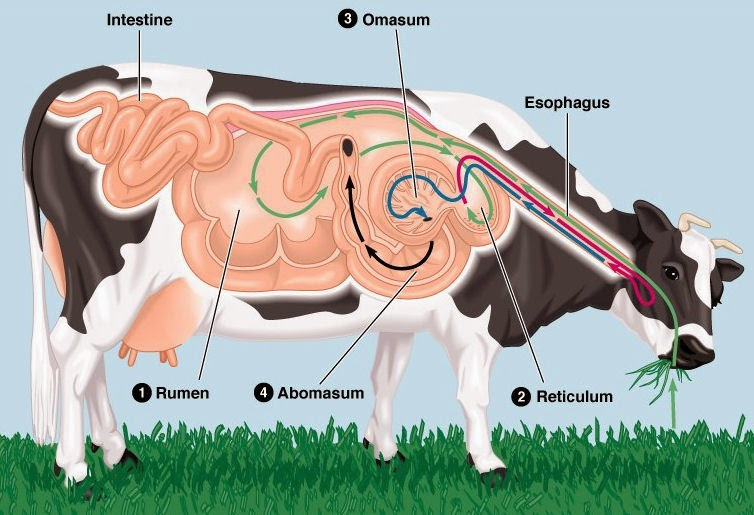
Schéma illustrant la rumination chez la vache.

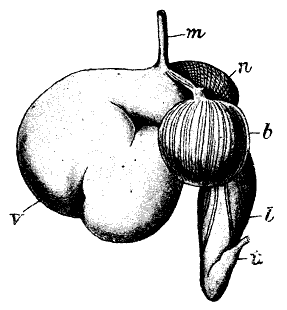
Système digestif d'un ruminant (vache).
m. œsophage, v. rumen ou panse, n. réticulum ou réseau, b. omasum ou feuillet, l. abomasum ou caillette, t. début des intestins.

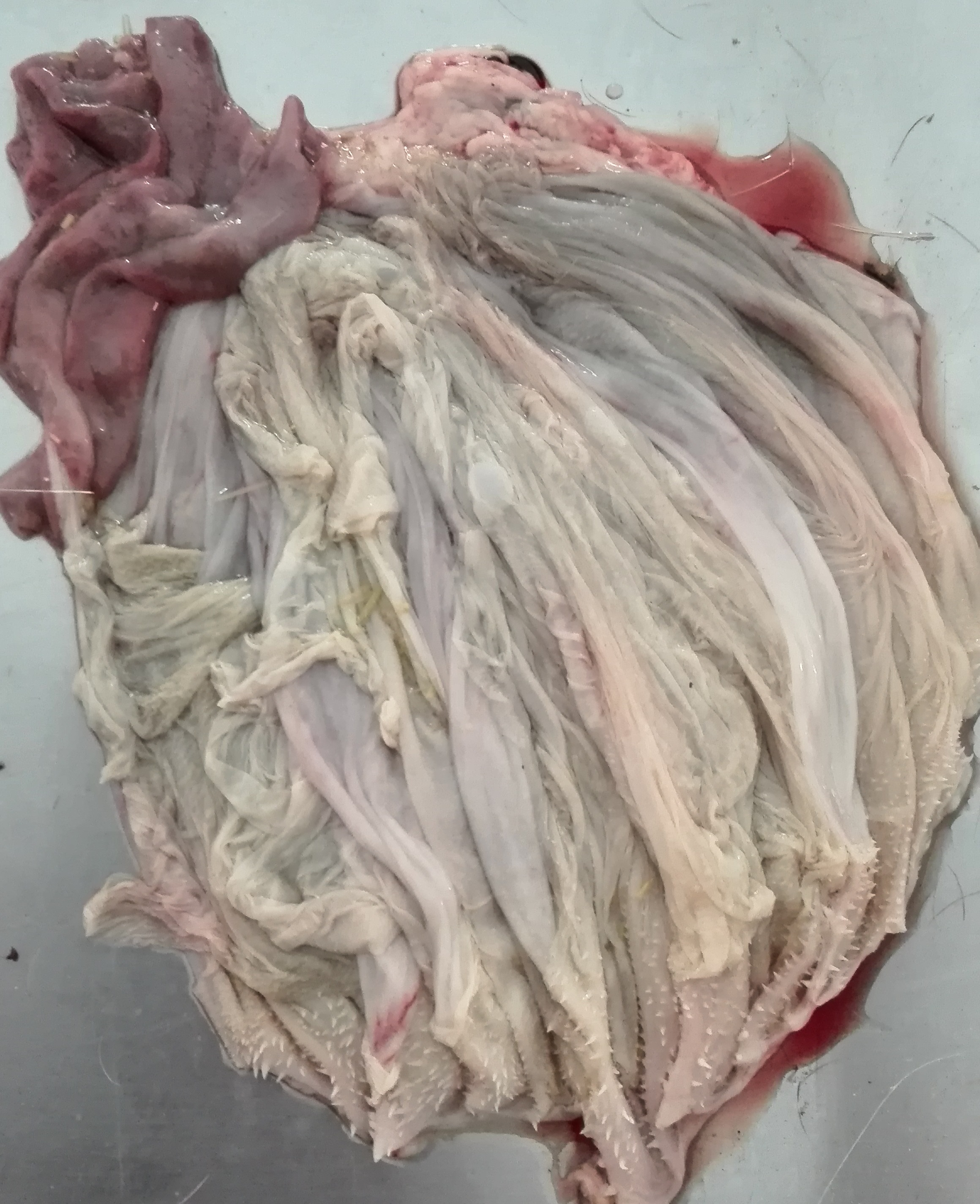
Paroi interne du feuillet d'un impala

Le système de digestion des Ruminantia est très complexe et est constitué de plusieurs pré-estomacs et de la caillette. Le feuillet ou omasum est le troisième pré-estomac. Il est de forme sphérique d'une capacité de plusieurs litres. Il permet l'assimilation de certains nutriments et renvoie les aliments insuffisamment fermentés vers le réticulum. Une fois les aliments suffisamment fermentés, ils passent dans la caillette. Le feuillet n'est pas un organe essentiel, il est absent chez les pseudo-ruminants. En fait, il est absent chez les chameaux, les lamas et les alpagas.